# Sunfeast Open 2006
Il Sunfeast Open 2006 è stato un torneo di tennis giocato sul cemento indoor. È stata la 2ª edizione del torneo, che fa parte della categoria Tier III nell'ambito del WTA Tour 2006. Si è giocato a Calcutta in India, dal 18 al 24 settembre 2006.

## Campionesse

### Singolare
Martina Hingis ha battuto in finale  Ol'ga Pučkova con il punteggio di 6–0, 6–4

### Doppio
Liezel Huber /  Sania Mirza hanno battuto in finale  Julija Bejhel'zymer /  Juliana Fedak con il punteggio di 6–4, 6–0